# Matteuccia de Francesco
Matteuccia de Francesco (morte le 20 mars 1428) est une guérisseuse  et religieuse, connue sous le nom de  « Sorcière de Ripabianca » d'après le village où elle vivait.

## Biographie
Pendant son procès à Rome en 1428, Matteuccia de Fransceso est accusée d'être une prostituée, d'avoir commis des actes de profanation avec d'autres femmes et d'avoir vendu des philtres d'amour depuis 1426. Elle avoue avoir vendu des remèdes, ainsi que d'avoir volé vers un arbre sous la forme d'une mouche sur le dos d'un démon après s'être enduite d'un onguent élaboré à partir du sang d'un nouveau-né. Elle est jugée coupable de sorcellerie et condamnée à être brûlée vive sur le bûcher,,.
Son procès est l'un des premiers procès de sorcellerie en Europe, et peut-être aussi le premier où il est fait mention d'une sorcière volant dans les airs.